# Cucullia scoparioides
Cucullia scoparioides är en fjärilsart som beskrevs av Charles Boursin 1942. Cucullia scoparioides ingår i släktet Cucullia och familjen nattflyn. Inga underarter finns listade i Catalogue of Life.